# Bellongambiet
Het Bellongambiet is een variant in de schaakopening Engels. Deze opening behoort tot de flankspelen en valt onder ECO-code A22. Het gambiet heeft de volgende openingszetten
1. c4 e5
2. Pc3 Pf6
3. Pf3 e4
4. Pg5 b5
Dit gambiet is door de Spaanse schaker Juan Bellon geanalyseerd.